# Сент-Андре-де-Нажак
Сент-Андре́-де-Нажа́к (фр. Saint-André-de-Najac, окс. Sent Andrieu de Najac) — коммуна во Франции, находится в регионе Окситания. Департамент — Аверон. Входит в состав кантона Нажак. Округ коммуны — Вильфранш-де-Руэрг.
Код INSEE коммуны — 12210.
Коммуна расположена приблизительно в 520 км к югу от Парижа, в 85 км северо-восточнее Тулузы, в 50 км к юго-западу от Родеза.

## Население
Население коммуны на 2008 год составляло 418 человек.
| 1962 | 1968 | 1975 | 1982 | 1990 | 1999 | 2008 |
| ---- | ---- | ---- | ---- | ---- | ---- | ---- |
| 475  | 550  | 540  | 509  | 426  | 373  | 418  |

## Экономика
В 2007 году среди 226 человек в трудоспособном возрасте (15—64 лет) 154 были экономически активными, 72 — неактивными (показатель активности — 68,1 %, в 1999 году было 61,3 %). Из 154 активных работали 127 человек (73 мужчины и 54 женщины), безработных было 27 (9 мужчин и 18 женщин). Среди 72 неактивных 15 человек были учениками или студентами, 34 — пенсионерами, 23 были неактивными по другим причинам.

## Фотогалерея

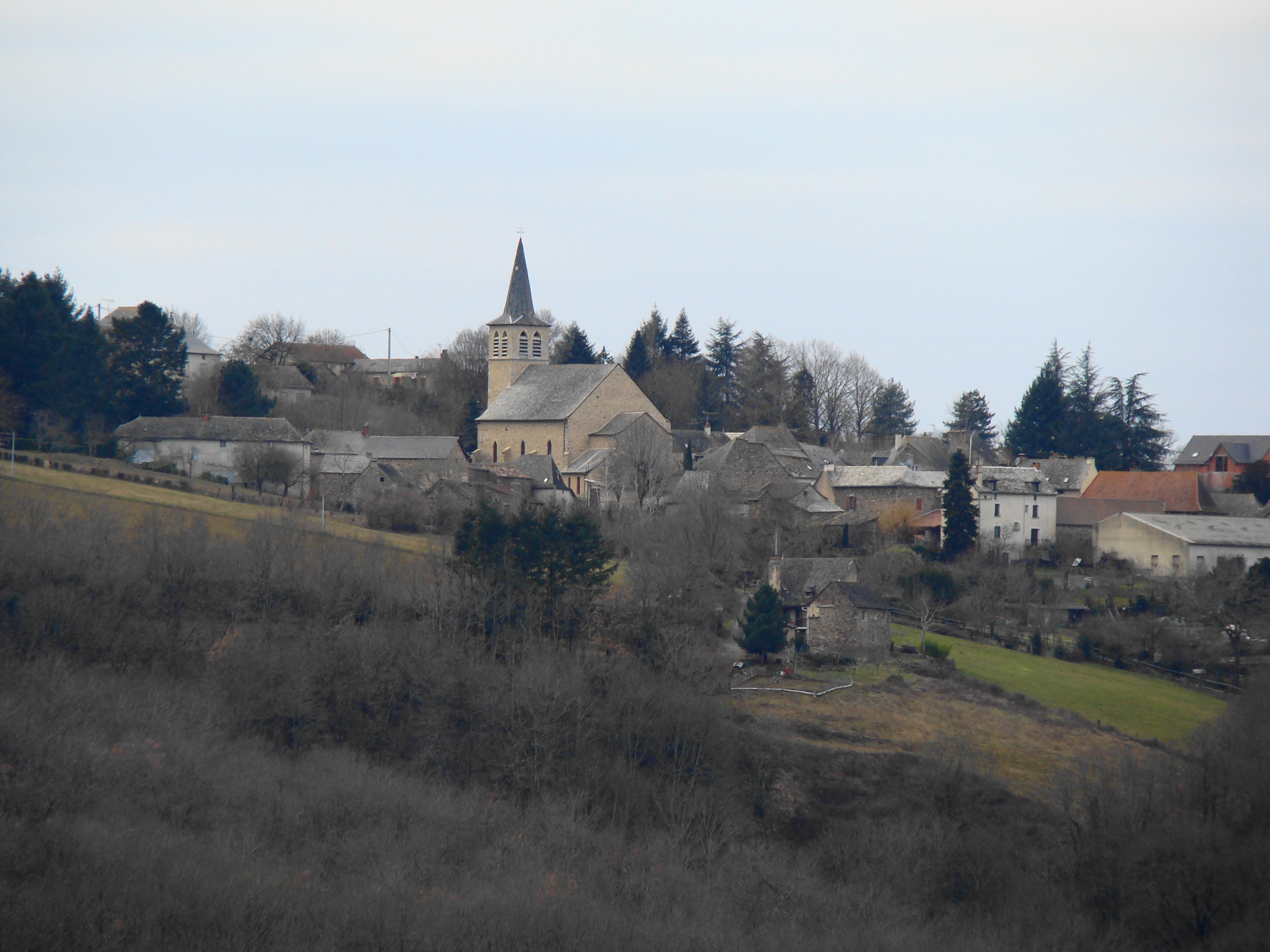
Сент-Андре-де-Нажак
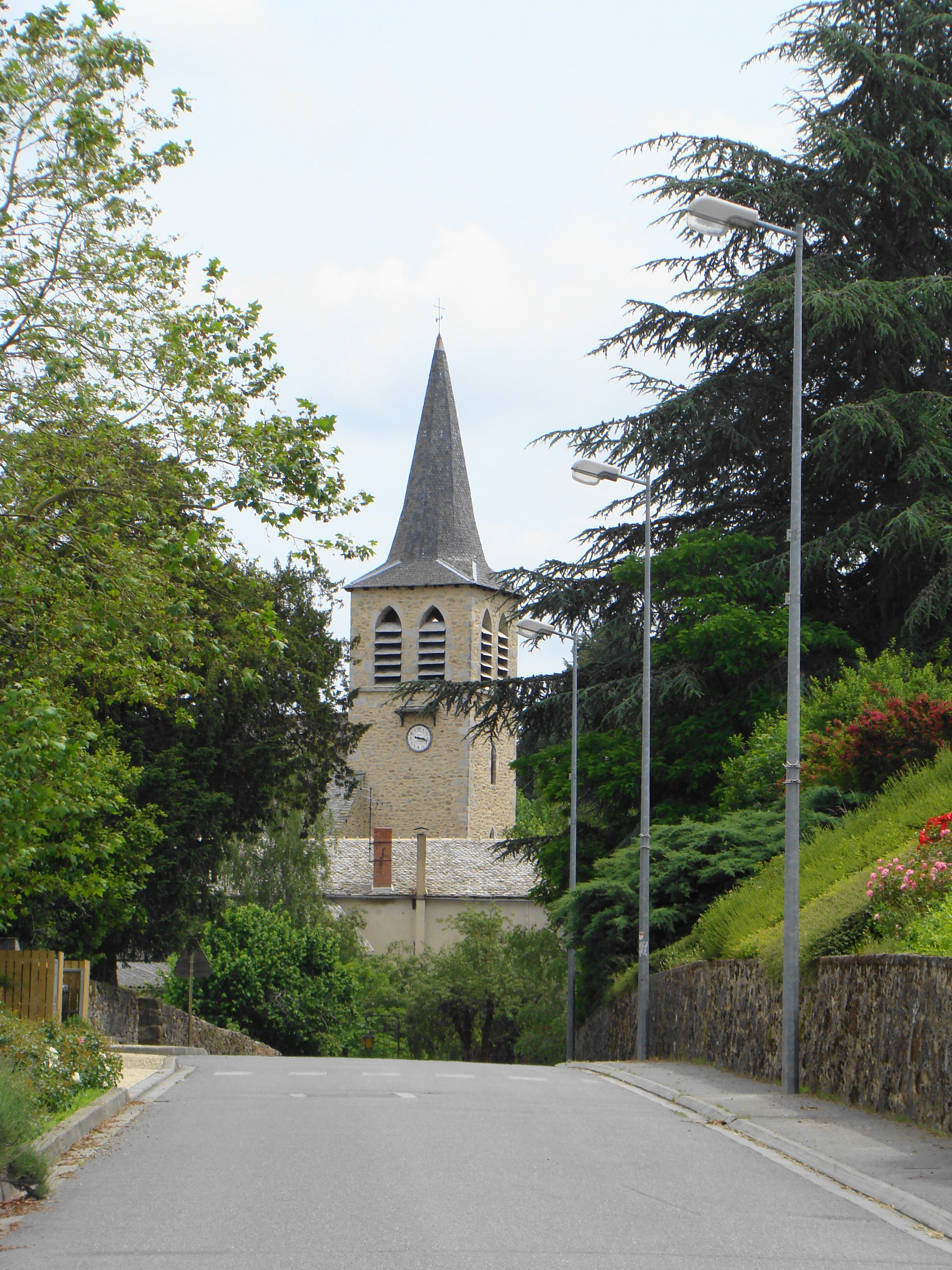
Церковь
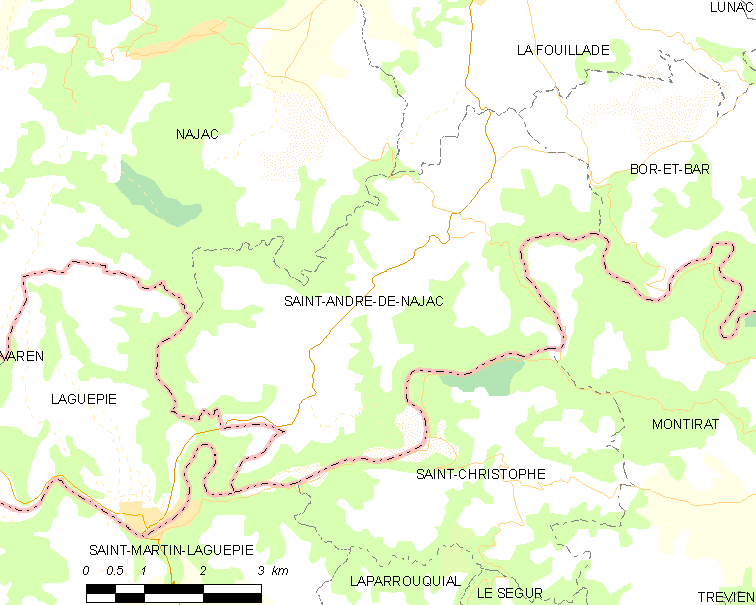
Карта коммуны